# Municipio de San Melchor Betaza
El municipio de San Melchor Betaza es uno de los 570 municipios del estado mexicano de Oaxaca. Su cabecera es la localidad de San Melchor Betaza.

## Geografía
El municipio de San Melchor Betaza colina al norte con el municipio de San Andrés Yaá; al oeste con los municipios de San Andrés Solaga y San Baltazar Yatzachi el Bajo; al sur con el municipio de Villa Hidalgo Yalálag; y al este con los municipios de Mixistlán de la Reforma y Totontepec Villa de Morelos.

## Localidades
El municipio de San Melchor Betaza cuenta con tres localidades.
| Localidad           | Población (2020) |
| ------------------- | ---------------- |
| San Melchor Betaza  | 705              |
| Santo Tomás Lachitá | 293              |
| Loma de Conejo      | 54               |

## Gobierno
El municipio de San Melchor Betaza se rige mediante el sistema de usos y costumbres.
| Presidente municipal       | Periodo   |
| -------------------------- | --------- |
| Octaviano Santiago Eugenio | 1996-1997 |
| Miguel Rivera Huantes      | 1997-1998 |
| Celestino Cruz Romero      | 1998      |
| Amando Vásquez Ríos        | 1999      |
| Lucio Eustaqui Cirilo      | 2000      |
| José Ventura Gil           | 2001      |
| Pantaleón Chávez Gil       | 2002-2004 |
| Flaviano Baltazar Frías    | 2005-2007 |
| Fidel Cacho González       | 2008-2010 |
| Martín Rafael González     | 2011-2012 |
| Nicacio Lorenzo Mazas      | 2012-2013 |
| Severiano Gaspar Diego     | 2013-2014 |
| Gualberto Rivera Mazas     | 2015-2016 |
| Israel Vásquez Rivera      | 2017-2019 |
| Eulogio Ríos Huantes       | 2020-2022 |
| Gerardo Ríos Flores        | 2023-2025 |